# Tjorven Lagrou
Tjorven Lagrou is een Belgisch boogschutter.

## Levensloop
Lagrou werd Europees kampioen staande wip in 2022.
Hij is aangesloten bij KHG Sint-Joris uit Boezinge. Zijn vader (Johan) was eveneens actief in het boogschieten.